# Dives-sur-Mer
Dives-sur-Mer é uma comuna francesa na região administrativa da Normandia, no departamento Calvados. Estende-se por uma área de 6,46 km². Em 2010 a comuna tinha 5 589 habitantes (densidade: 865,2 hab./km²).

### O Mercado coberto do século XV
Os pavilhões datam do início do século XV, mas é provável que existissem pavilhões mais antigos. Os salões atuais medem 50 x 12 m. Eles consistem de uma nave central e dois corredores dispostos simetricamente. A estrutura repousa sobre uma série de sessenta e seis pilares de carvalho, apoiados em dados de pedra colocados no chão. A estrutura também é feita de carvalho, como era o caso de todas as construções imponentes da época. 

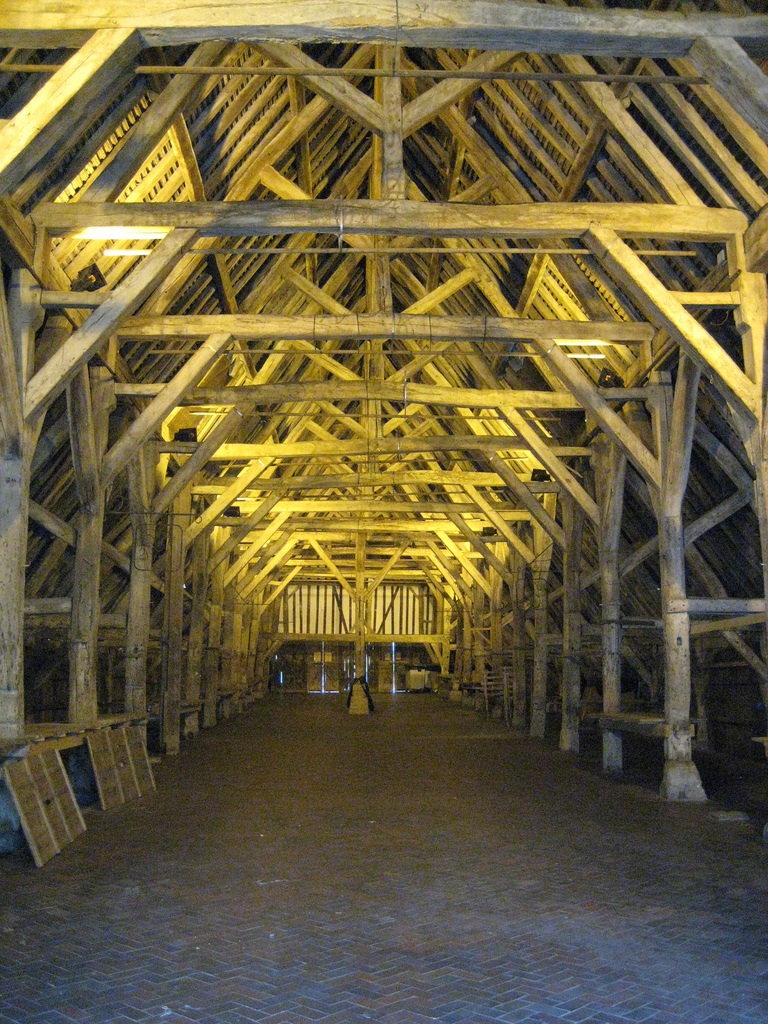
O Mercado coberto

Originalmente os corredores estavam totalmente abertos até ao início do século XX, mas recentemente foram acrescentados no típico estilo pan de bois da região de Auge, utilizando madeira para a estrutura e espiga para as divisórias entre as colunas.
Os salões estão listados como monumentos históricos desde 3 de janeiro de 1918.
Uma feira é tradicionalmente realizada no sábado de manhã.  

### A Casa Azul
A Casa azul é a obra de um pedreiro português, Euclides Ferrera da Costa (1902-1984), e foi construída entre 1957 e 1977. O artista utilizou vários materiais reciclados, vidro, louça e louça de barro sobre uma base de cimento44 para seu projeto.
O edifício foi adquirido pela comuna em 1989. A "Maison Bleue" está listada como monumento histórico desde 26 de novembro de 1991. 